# Valvasone
Valvasone é uma comuna italiana da região do Friuli-Venezia Giulia, província de Pordenone, com cerca de 1.936 habitantes. Estende-se por uma área de 17 km², tendo uma densidade populacional de 114 hab/km². Faz fronteira com Arzene, Casarsa della Delizia, Codroipo (UD), San Martino al Tagliamento, San Vito al Tagliamento, Sedegliano (UD).
Faz parte da rede das Aldeias mais bonitas de Itália.

## Demografia
| Variação demográfica do município entre 1861 e 2011                               |
|                                                                                   |
| Fonte: Istituto Nazionale di Statistica (ISTAT) - Elaboração gráfica da Wikipedia |